# Nagroda Nikkan Sports Film dla Najlepszego Aktora Drugoplanowego
Nagroda Nikkan Sports Film dla Najlepszego Aktora Drugoplanowego to nagroda przyznawana podczas Nagród Nikkan Sports Film.

## Lista zwycięzców
| Ceremonia | Rok  | Aktor              | Film                                                                 |
| --------- | ---- | ------------------ | -------------------------------------------------------------------- |
| 1         | 1988 | Hiroyuki Sanada    | Kaitō Ruby                                                           |
| 2         | 1989 | Eiji Bandō         | A Un                                                                 |
| 3         | 1990 | Hidetaka Yoshioka  | Otoko wa tsurai yo: Boku no ojisan                                   |
| 4         | 1991 | Masatoshi Nagase   | Musuko                                                               |
| 5         | 1992 | Takehiro Murata    | Okoge                                                                |
| 6         | 1993 | Ken Tanaka         | Bokyo                                                                |
| 7         | 1994 | Masahiko Tsugawa   | Shūdan Sasen Chūshingura Gaiden: Yotsuya Kaidan                      |
| 8         | 1995 | Hitoshi Ueki       | Ashita                                                               |
| 9         | 1996 | Tetsuya Watari     | Waga Kokoro no Ginga Tetsudo Miyazawa Kenji Monogatari               |
| 10        | 1997 | Masahiko Nishimura | Chroniony świadek Witaj w domu, Panie McDonald                       |
| 11        | 1998 | Ren Ōsugi          | Hana-bi                                                              |
| 12        | 1999 | Kippei Shiina      | Zaklęci                                                              |
| 13        | 2000 | Tetsurō Tamba      | 15 Sai: Gakko IV                                                     |
| 14        | 2001 | Tsutomu Yamazaki   | Go                                                                   |
| 15        | 2002 | Teruyuki Kagawa    | Out KT Man Walking on Snow                                           |
| 16        | 2003 | Bunta Sugawara     | Mój dziadek                                                          |
| 17        | 2004 | Nakamura Shidō II  | Ima, Ai ni Yukimasu                                                  |
| 18        | 2005 | Shinichi Tsutsumi  | Tu zawsze świeci słońce Furai, dadi, furai                           |
| 19        | 2006 | Takao Ōsawa        | Metro ni notte                                                       |
| 20        | 2007 | Takashi Sasano     | Miłość i honor                                                       |
| 21        | 2008 | Masato Sakai       | Kuraimâzu hai After School                                           |
| 22        | 2009 | Tomokazu Miura     | The Unbroken                                                         |
| 23        | 2010 | Gorō Inagaki       | 13 zabójców                                                          |
| 24        | 2011 | Toshiyuki Nishida  | The Detective Is in the Bar                                          |
| 25        | 2012 | Mirai Moriyama     | A Chorus of Angels                                                   |
| 26        | 2013 | Lily Franky        | The Devil's Path Jak ojciec i syn                                    |
| 27        | 2014 | Sosuke Ikematsu    | Undulant Fever Kami no Tsuki Our Family                              |
| 28        | 2015 | Masahiro Motoki    | The Emperor in August                                                |
| 29        | 2016 | Satoshi Tsumabuki  | Gniew Museum                                                         |
| 30        | 2017 | Kōji Yakusho       | Sekigahara The Third Murder                                          |
| 31        | 2018 | Issey Takahashi    | Recall Million Dollar Man The Lies She Loved                         |
| 32        | 2019 | Kiyohiko Shibukawa | Another World We Are Little Zombies Family of Strangers              |
| 33        | 2020 | Satoshi Tsumabuki  | Rodzina Asada Red I Never Shot Anyone                                |
| 34        | 2021 | Ryohei Suzuki      | Ostatnia krew wilków Baragaki: Unbroken Samurai The Mole Song: Final |
| 35        | 2022 | Tasuku Emoto       | Anime Supremacy! Riverside Mukolitta Yoake made bus tei de           |
| 36        | 2023 | Hayato Isomura     | The Moon (Ab)normal Desire The Dry Spell Ripples Ciężkie dni         |